# 浅間温泉
浅間温泉（あさまおんせん）は、長野県松本市北東部にある温泉。同市の奥座敷といわれる。

## 泉質
- アルカリ性単純温泉 42〜52.3度

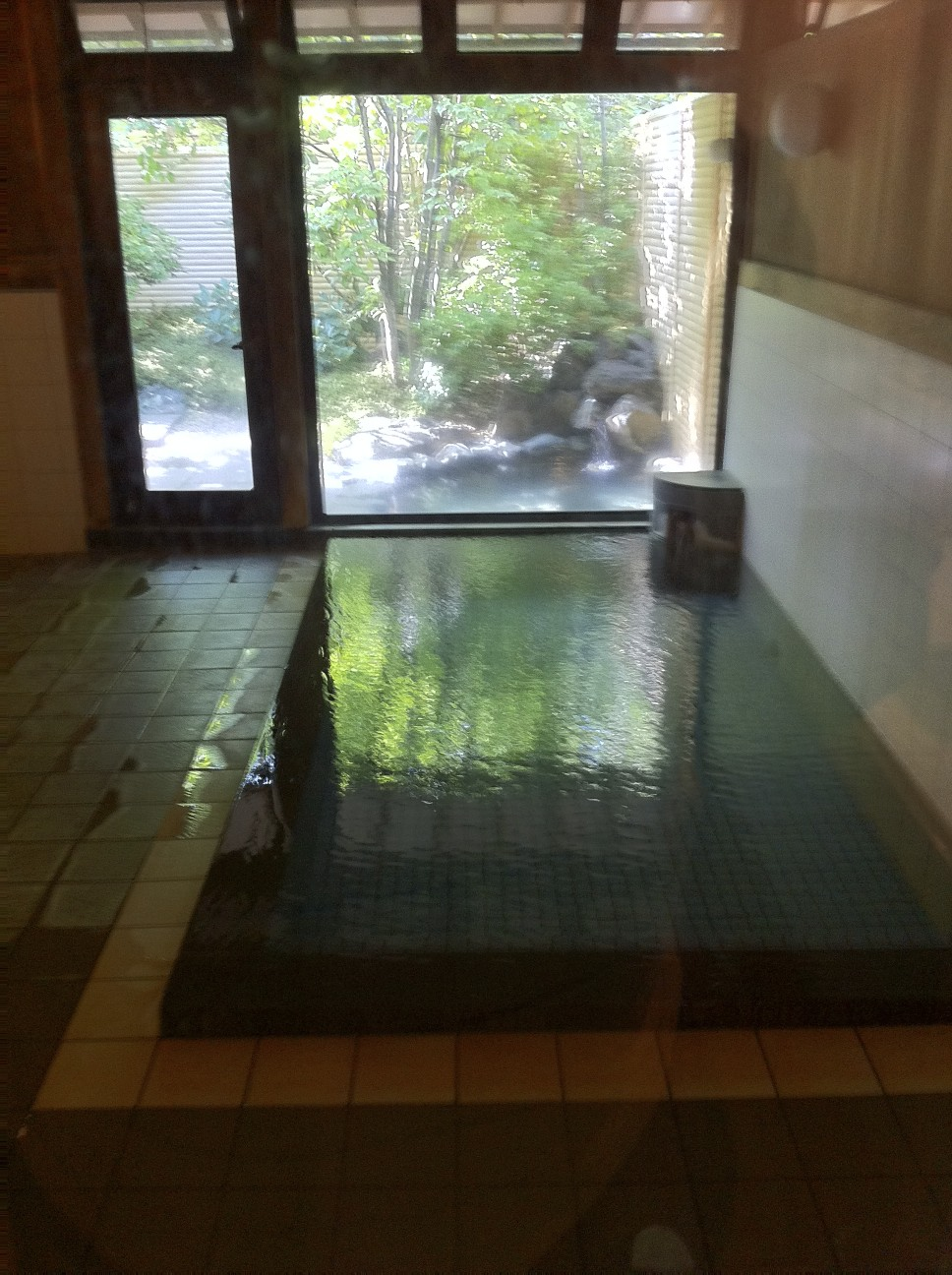
東石川旅館

- 源泉は第1号源泉、第2号源泉、第4号源泉、東北源泉、山田源泉、大下源泉、鷹の湯源泉の7カ所が使用されている。この他に旧松の湯源泉が存在したが昭和29年頃に枯渇した。また、温泉街中心から南東約300メートルを隔てた山林内に未利用の源泉が自噴している。
- おおむね無色無臭であるが、第1号源泉のみ微かな硫黄臭を感じる。

## 温泉街

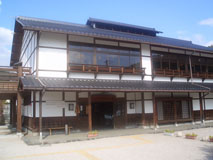
ホットプラザ浅間

温泉会館を中心に、約30軒の旅館と2軒の日帰り専用入浴施設（枇杷の湯、市営浅間温泉会館ホットプラザ浅間）、3軒の共同浴場（仙気の湯、港の湯、倉下の湯）がある。この他、各町会などで管理する共同浴場が多数あるが一般には開放されていない。また北仙気の湯は近年まで一般開放されていたが現在では一般開放は行っていない。
老舗旅館を泊食分離式に改装するなど温泉街の活性化をめざす新会社「WAKUWAKU浅間温泉」が2020年に設立された。

## 歴史
開湯は約1000年前。地元の豪族であった犬飼氏が天慶2年（939年）に発見したことに由来し、「犬飼の御湯」とも称される。
江戸時代の慶長年間に松本藩主石川氏が別邸を置き、それより松本藩の保養を兼ねた下屋敷として使用された。温泉は、御殿湯（御殿の湯）とも称され、湯守により管理された。現在の日帰り入浴施設「枇杷の湯」がそれである。また、藩士の保養を目的とした御組の湯、柳の湯、御用馬の湯なども置かれた。元禄年間の『善光寺街道名所絵図』には、内湯や外湯を利用して旅の疲れを慰める旅人の様子が描かれており、善光寺街道に接した宿場として栄えた。
明治時代に災害により御殿湯等が被害を受け、近隣の山には植林等の災害対策が施された。
宮家（閑院宮や久邇宮）や文人（若山牧水や与謝野晶子、徳田秋声）らが訪れたことがある。
太平洋戦争末期には特攻隊員の待機所が置かれた。
また、テレビドラマでは『白線流し」（1996年1月〜3月放映、他）で、橘冬美の実家として浅間温泉にある某旅館（大正時代の建物）が使用されており、『はるちゃん5』（2001年放映）の舞台にもなっている。
2005年度から、浅間温泉観光協会が観光で利用する名称を「松本あさま温泉」に変更した。これは、「浅間」という名称が浅間山の近辺を連想させる事から、松本近郊の温泉であることをPRするための変更である。
ひらがな表記にするという検討がなされたが、各団体で検討の結果、現状の浅間温泉という温泉地名は変更しない事が確認された。ひらがなを使用して宣伝に使用する場合も、必ず漢字の「浅間温泉」を注釈で記載するという決定もなされた。

## たいまつ祭り
「松明祭り」とも表記する、浅間温泉の守護神社である御射神社に松明を奉納する祭り。毎年暮れに奥宮から浅間の宮に下られた神が、秋のとり入れの終わる頃に松明の火に送られ、再び山中の奥社へお帰りになる。

麦藁を束ねて作った大小50本余りの松明を担いで、火焔太鼓の響きとともに温泉街を練り歩き、最後は放り投げて祭りを祝う火祭りで、日本三大奇祭に数えられることもある。温泉街に宿泊の観光客が飛び入り参加することも可能。

### 御射神社
- 三才山山中に奥宮（秋宮）、浅間温泉に浅間の宮（春宮）があり、二つの宮は数km離れている。
- 古代の祭神は山ノ神であったが、後に諏訪大社と同じ祭神となった[3]。
- 御神体は諏訪大社と同じ建御名方命（たけみなかたのみこと）、八坂刀売命（やさかとめのみこと）、事代主命（ことしろぬしのみこと）の三神で、狩猟と農耕の神。
- この地が「浅間社」と呼ばれていた時代、御射神社春宮のすぐ下に、別当寺として建てられたのが神宮寺。

## 地名としての浅間温泉
松本市の町丁および大字。浅間温泉街は1991年11月5日の住居表示実施によって浅間温泉一丁目〜三丁目に分かれ、背後の山側が大字浅間温泉となる。郵便番号は390-0303。

### 世帯数と人口
2021年（令和3年）10月1日現在の世帯数と人口は以下の通りである。
| 大字・丁目               | 世帯数    | 人口    |
| ------------------------ | --------- | ------- |
| 浅間温泉・ 浅間温泉1丁目 | 866世帯   | 1,679人 |
| 浅間温泉2丁目            | 237世帯   | 488人   |
| 浅間温泉3丁目            | 512 世帯  | 955人   |
| 計                       | 1,614世帯 | 3,122人 |

### 主な施設

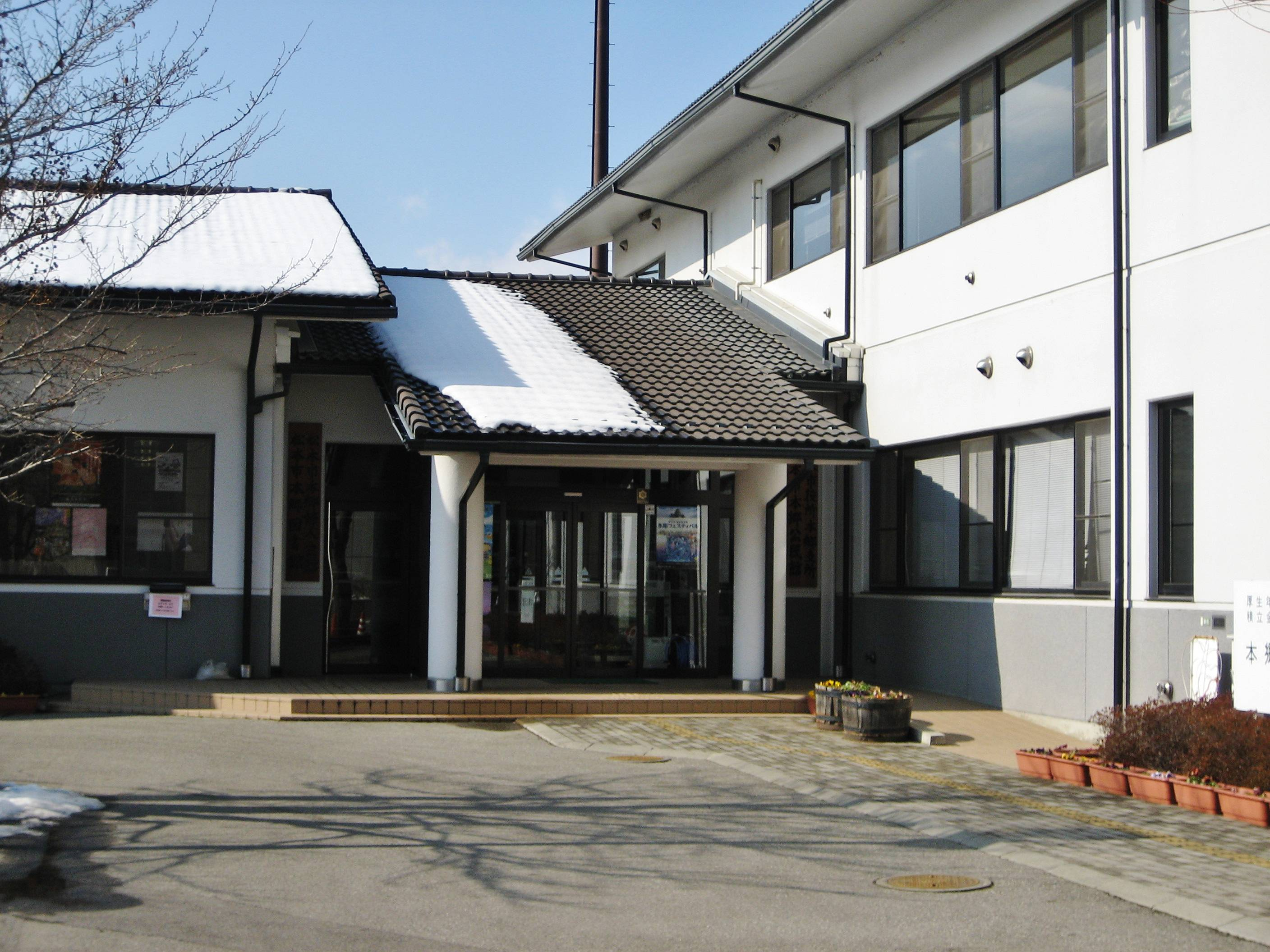
松本市役所本郷支所、本郷公民館、本郷婦人会館、松本市図書館本郷図書館
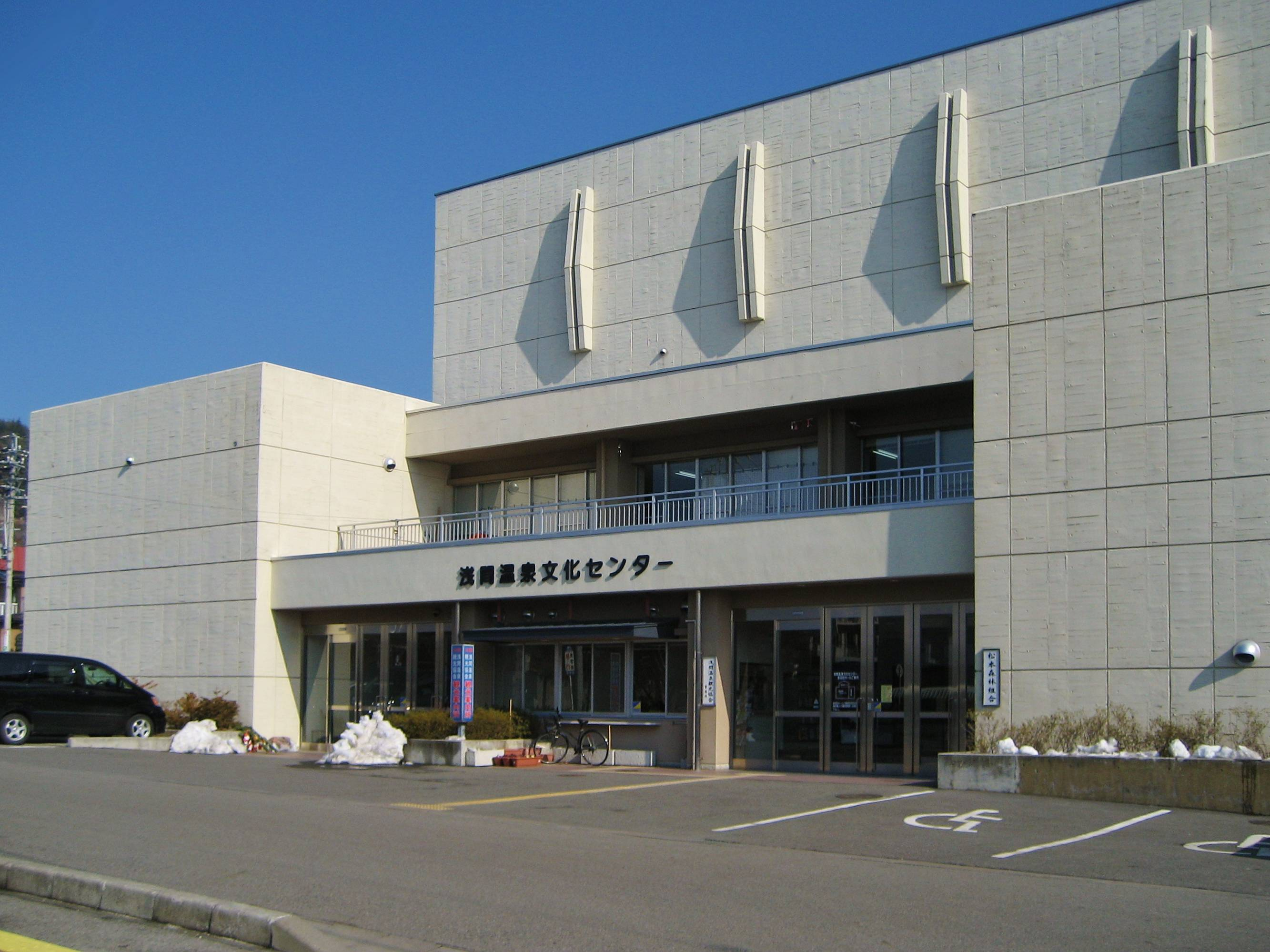
浅間温泉文化センター
- 松本市野球場
- 松本広域消防局本郷消防署
- 八十二銀行浅間温泉支店
- 松本第一高等学校
- 松本市立本郷小学校
- 松本市立本郷幼稚園
- 松本市立のばら保育園

- 本郷支所
- 文化センター

## アクセス
- 公共交通 :
  - 篠ノ井線松本駅お城口バスのりばよりアルピコ交通（通称・松本電鉄バス）浅間線（信州大学前経由）・新浅間線（横田経由）で約25分。
    - この2路線は中心部へ乗り入れる。ただし、浅間線は1時間に1本、新浅間線は平日2.5往復のみの運転である。

  - 同じく松本駅お城口より信大横田循環線（信州大学前経由）・横田信大循環線（横田経由）で約20分、浅間温泉入口下車。
    - この2路線は浅間温泉の入口までしか行かないため、中心部へは歩く必要がある。ただし、2路線合わせると平日は10分毎、土休日は15分毎の運転である。

  - 1964年3月までは、松本電気鉄道浅間線という軌道線（路面電車）によって松本駅と結ばれていた。
- 自家用車 : 長野自動車道松本ICより国道143号などを利用。ただし、松本IC～国道143号は慢性的に混雑するため、松本トンネルが無料開放された2020年（令和2年）9月1日以降は梓川スマートICより松本トンネルを抜け県道284号を通るルートが推奨されている。